# Jaroschiidae
Famille
Les Jaroschiidae sont une famille de Ciliés de la classe des Colpodea et de l’ordre des Bryometopida.

## Étymologie
Le nom de la famille vient du genre type Jaroschia, nommé en hommage à Robert Jarosch, chercheur à l'Institut de physiologie végétale de l'Université de Salzbourg, ou exerça Wilhelm Foissner. Jarosch étudia notamment les fibrilles protoplasmiques des algues Characées.

## Distribution
Comme Bryometopus triquetrus (famille des Bryometopidae), Jaroschia sumptuosa a été découvert au jardin botanique de la ville de Castelton, au nord de Kingston (Jamaïque), dans une boue de souches de bambous.

## Liste des genres
Selon GBIF (8 octobre 2022) :
- Dapedophrya Foissner, 1995
- Jaroschia Foissner, 1993 : ce genre est monotypique
  - Espèce type : Jaroschia sumptuosa Foissner, 1993
- Pentahymena Foissner, 1994

## Systématique
La famille des Jaroschiidae a été créée en 1993 par le botaniste et professeur autrichien Wilhelm Foissner (1948-2020),.

## Publication originale
- (de) Wilhelm Foissner, Protozoenfauna : Colpodea (Ciliophora), vol. 4, t. 1, Stuggart, Gustav Fischer Verlag, mai 1993, 808 p. (ISBN 978-3-8274-0839-6).